# مانو طوريس
مانو طوريس (بالإسبانية: Manuel Torres Caturla)‏ (14 أغسطس 1989 بتوريمولينوس في إسبانيا - ) هو لاعب كرة قدم إسباني في مركز الدفاع. لعب مع نادي بورغوس ونادي كارتاخينا ونادي مالقا وFC Jumilla ‏ وAtlético Malagueño ‏ وبولي تيميشوارا ‏.

## روابط خارجية
- مانو طوريس على موقع قاعدة بيانات كرة القدم.إي يو (الإنجليزية)
- مانو طوريس على موقع Soccerway.com (الإنجليزية)